# Monika Madras
Monika Madras (* 7. April 1940 in München) ist eine deutsche Tänzerin und Schauspielerin.

## Leben und Wirken
Monika Madras erhielt eine Schauspiel-, Tanz- und Gesangsausbildung in ihrer Heimatstadt München. An der dortigen Staatsoper wirkte sie von 1958 bis 1965 am Ballett, vor allem als Solistin. Anschließend wechselte sie zur Schauspielerei und spielte sowohl am Theater (u. a. in Nürnberg, Zürich und Hannover, später auch gastierend) als auch in Fernsehspielen. Eine durchgehende Rolle übernahm Monika Madras mit der Lehrerin Vicky in der Jugendserie Krempoli – Ein Platz für wilde Kinder. Außerdem sah man sie in zwei Tatort-Folgen. Nach 1992 verschwand sie aus dem Blickfeld der Öffentlichkeit.

## Filmografie (komplett)
- 1966: Caligula
- 1967: Gottes zweite Garnitur
- 1968: Graf Yoster gibt sich die Ehre (eine Folge)
- 1968: Hinter den Wänden
- 1970: Der Nagel
- 1970: Gestern gelesen (eine Folge)
- 1973: Die Tausender-Reportage
- 1974: Okay S.I.R. (eine Folge)
- 1975: Krempoli – Ein Platz für wilde Kinder
- 1975: Tatort: Das zweite Geständnis
- 1982: Die weiße Rose
- 1983: Tatort: Der Schläfer
- 1984: Der Komödienstadel: Der Senior
- 1985: Idegenek
- 1992: Lilli Lottofee